# 米岡誠一・仲谷一志の午後のブルドッグ
米岡誠一・仲谷一志の午後のブルドッグ（よねおかせいいち・なかたにひとしのごごのブルドッグ）は、2016年3月29日から2017年9月29日までRKB毎日放送（RKBラジオ）で放送されていた平日午後のトークワイド番組である。

## 番組概要
- ラジオパーソナリティーとして長年酸いも甘いも活躍してきた2人が初めてタッグを組み、マシンガントークを繰り広げる番組である。2017年春の改編で放送時間が90分から180分となり、また放送場所もRKBからきらめき通りスタジオに変更される[1]が、同年秋の改編にて終了する。

## 放送時間
- 月曜日 - 金曜日 13:00 - 16:00（JST。2017年4月3日 - 9月29日）
  - 福岡ソフトバンクホークスがデーゲームを行う場合は、中継番組『RKBエキサイトホークス』が編成されるため短縮または休止となる。祝日の『RKBラジオ ホリデースペシャル』放送時も休止の場合あり。

### 過去の放送時間
- 月曜日 - 金曜日 15:00 - 16:30（JST。2016年3月29日 - 2017年3月31日）[2]

## パーソナリティ
- 米岡誠一
- 仲谷一志

## コーナー
- アウトロアテ・ロピテクス

曲のアウトロ（後奏）が流れ、その曲がなにであるかを当てるクイズ。
受付の時間はドライバーズリクエストが終わるまで（90分時代は、正解とはほとんど関係のない洋楽の曲が流れきるまで）から、
正解したリスナーのなかから、抽選で毎日1名に、クオカード2000円分が贈られる。また、拡大後は、火曜と木曜のみ、別途2名にスポンサー賞（仲谷がCMを担当するトータルメディカルサービスからサプリを1ケ月分）が進呈されるようになった。
- ドライバーズリクエスト…フロート番組
- 午後の肉球スタンプ
  - 月曜：ゴリけんのゴリゴリリポート
  - 火曜：明光院昌子のブーブーリポート
  - 水曜：昼からアマガミ甘噛み
  - 木曜：ジャガーさんの部屋
  - 金曜：週末ドッグラン
- 午後のワンワンルーム
- 河村通夫の大自然まるかじりライフ…フロート番組
- 今日のマーキング
- 本日のブルタイム
- 街角リポート
  - オフィスにおみやげ 博多バームスティック（第1月曜、二鶴堂提供）
  - ウエスト思い出散歩道（第2・第4金曜、ウエスト提供）
- にっちもさっちもどうにもブルドッグ（月曜のみ長崎銘菓クルス（小浜食糧）提供）